# 林玉珠 (燈藝師)
林玉珠，中華民國（台湾）國寶級燈藝師，工藝藝術師。1943年生於福建省福州市，六歲因中華民國政府遷台而隨父母親遷到基隆定居。林玉珠對台灣花燈最大的貢獻除了花燈工藝的傳承，就是發明包紙鐵絲。被牛皮紙包住的鐵絲，在紮製上較不易滑動，也比較好錶糊，這樣的改革，讓更多台灣人喜愛做花燈。

## 學歷[6]
- 信義國校（基隆）、中山國校（台北）
- 士林初中
- 中山女中

## 經歷
- 1970年～1975年，勵行中學兼任美術教師
- 1975年～1979年，裕台中華印刷廠工務課
- 1979年～1979年，新店國小兼任美術教師
- 1979年，恬恬藝品社負責人
- 1971年～1998年，中國電視公司新聞部製作組
- 1999年、2000年、2001年、2002年、2003年、2005年、2007年、2008年，台北燈節評審
- 2001年，高雄燈會評審
- 2002年、2003年、2005年、2006年，臺灣燈會評審
- 2004年、2006年，中壢燈會評審
- 2005年，宜蘭監獄花燈講師
- 2006年，紐西蘭基督城花燈教學
- 2006年、2008年，彰化燈會評審
- 2008年，加拿大康布蘭市花燈教學
- 2015年，林本源園邸-林園元宵節系列活動-林玉珠藝師現代花燈製作[7]
- 2017年，臺北市106年度暑期國小學生花燈製作夏令營老師[8]
- 2020年，臺北市109年度教師民俗藝術花燈製作教學研習，林玉珠、錢劍秋擔任初階斑講師，莊雅婷、李冠毅擔任進階斑講師[9]
- 2022年，臺北市111學年度中小學教師民俗藝術花燈製作研習，林玉珠、莊雅婷、李冠毅、李青芸、錢劍秋、蔡傑名擔任講師與該次研習講義編輯，謝婉芬擔任講師，梁茂森、黃麟傑擔任助教。

## 展覧
- 林玉珠花燈藝術展[10]
- 台灣燈會大型傳統花燈製作
- 台灣文化節花燈展
- 台灣工藝發展協會法國特展
- 台北101觀景樓『台灣花燈藝術家創作展』花燈特展
- 台北燈節花燈設計製作
- 彰化市藝術館恐龍特展
- 佛光山動態花燈展
- 國立傳統藝術中心個人特展和歷年主題花燈展
- 日本橫濱中華街元宵特展
- 日本福岡台灣花燈展覽
- 加拿大冬季奧運燈展
- 璀璨晶亮之光─林玉珠花燈創作展[11]
- 2021年，林玉珠與林健兒、蕭在淦、藍永旗、吳敦厚、張秀琴、顏三泰、莊雅婷、王耀瑞等燈藝師在竹美館舉辦燈藝風華花燈展覽[12]

## 得獎
- 國語日報新聞報導林玉珠獲103年度傳統藝術藝師獎[13]

## 著作
- 創意花燈自己做
- 民俗藝術之美
- DIY花燈材料包等
- 2005，巧手‧天工：老工藝在臺北[14][15]

## 報導
- 國立新竹生活美學館的藝海揚芬專刊報導林玉珠[16]

## 相關
- 中華民國燈藝師李冠毅與李青芸為林玉珠的子女。
- 中華民國燈藝師陳祖榮為林玉珠工作時期的同事[17]。